# Jeopardy! (computerspel)
Jeopardy! is een computerspel dat in 1987 uitkwam voor de Apple II, Commodore 64 en DOS. Later volgden ook edities voor andere homecomputers. Het spel is gebaseerd op het Amerikaanse televisieprogramma Jeopardy! Door het beantwoorden van vragen kan de speler geld verdienen. Het antwoord van de vraag moet via het toetsenbord ingetypt worden.

## Platforms
| Jaar | Platform                                    |
| ---- | ------------------------------------------- |
| 1987 | Apple II, Commodore 64, DOS                 |
| 1988 | NES                                         |
| 1992 | SNES, Sega Mega Drive                       |
| 1994 | SEGA CD                                     |
| 1995 | CD-i                                        |
| 1998 | Game.Com, Nintendo 64, PlayStation, Windows |
| 2000 | Macintosh                                   |
| 2003 | PlayStation 2                               |
| 2010 | Nintendo DS, Wii                            |
| 2011 | Browser                                     |
| 2012 | Wii U                                       |